# イスマーイール派

イスマーイール派（イスマーイールは、アラビア語: الإسماعيلية al-ʾIsmāʿīlīyah、ペルシャ語：اسماعیلیان　Esmāʿīliyān） は、8世紀に起こったイスラム教シーア派の一派である。グノーシス的な神秘主義的教説を特徴とする。七イマーム派と呼ばれることもあるが、主流派の諸派は7人より多くのイマームを認めるため、狭義の七イマーム派には含まれない。

## 歴史

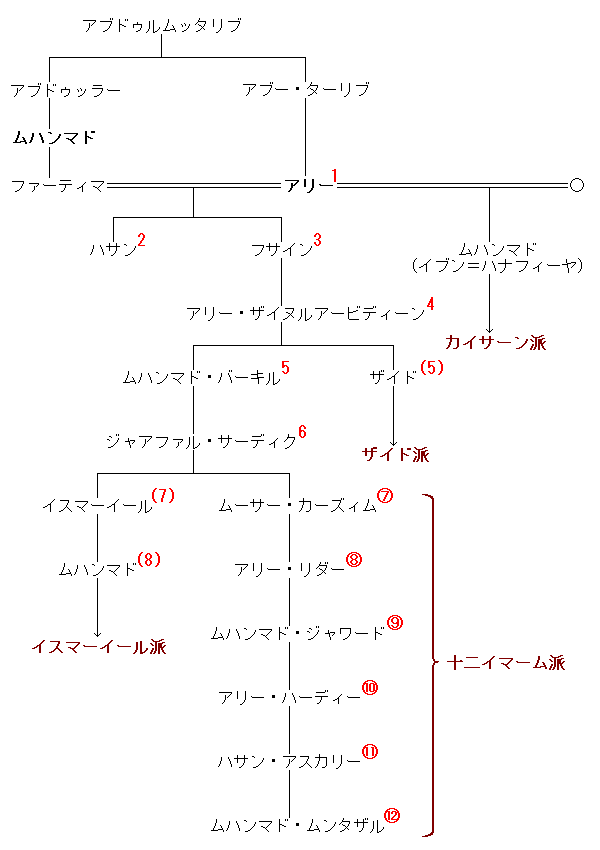
シーア派主要分派の系統

765年に第6代イマームであるジャアファル・サーディクが死去した。生前の彼は当初、長男であるイスマーイール・イブン・ジャアファルを後継者に指名していたが、イスマーイールが死去したことで別の子であるムーサー・カーズィムを後継者に指名していた。多数派はこの指名を認めてムーサーをイマームと認めたが、一部はイスマーイールの子であるムハンマド・イブン・イスマーイールがイマーム位を継ぐべきであると主張した。このときムーサーをイマームと認めたのが十二イマーム派であり、ムハンマドがイマームであると主張したのがイスマーイール派である。その後およそ100年間の活動内容は分かっていないが、バスラやアフワーズ、サラミーヤに拠点を置いて秘密裏に組織網を作っていたとされる。9世紀後半に入ると各地にダーイーと呼ばれる宣教師を派遣して宣教活動を活発に行うようになった。サラミーヤにおいて899年、後のファーティマ朝の開祖となるウバイドゥッラーは組織の主導権を握り、自分はイスマーイールの子孫であり真のイマームであると宣言した。その後のファーティマ朝の勢力拡大とともにイスマーイール派も活発化し、イスラーム世界を掌握した。10世紀には布教活動はイエメン、オマーン、インダス川流域やサハラ砂漠のオアシス地帯にも広がっていった。
その後11世紀頃にドゥルーズ派が分裂し、「東方派」「西方派」「アラムート派」の三派に分かれた。
19世紀以降、ニザール派のイマームはアーガー・ハーンと呼ばれるようになった。

## 信仰
イスマーイール派の教義は、グノーシス主義や新プラトン主義のような隠れた知を強調した、前イスラーム的信仰体系の影響を受けている。誰にでも可能なクルアーンの外部的な解釈と、イマームだけが知ることのできる秘教的な内的真理を区別している。イマームは神からの包括的な知を与えられることから、次代のイマームは現イマームの指名によって継承される。
また、イスマーイール派は7代目イマームから始まったことから、7を象徴的な数字として特別視する。イスマーイール派の世界観では、歴史は7000年周期で循環し、各周期は預言者や仲介者の出現によって始まるという。
イスマーイール派の信徒は、自らの信仰を意図的に隠すことを実践している。金曜礼拝はモスクではなく、ジャマーアト・ハーナと呼ばれる集会所で行われる。

## 分派
ドゥルーズ派1021年に行方不明になったファーティマ朝の第6代カリフのハーキムを信奉する一派。シリア北部、レバノンの山岳部に拠点を持つ。
アラムート派（ニザール派、改革イスマーイール派とも）1094年のファーティマ朝の内紛において、ムスタアリーに敗れて投獄されたニザールの息子がイラン高原のアラムートに立てた一派。11世紀末にはハサン・サッバーフの指示によって50件におよぶ暗殺を敢行し、暗殺教団（アサッシン派）として伝説となった。13世紀以後は穏健的な方針を持つ一派として存続し、21世紀初頭において世界全体に1500万人の信者を持つ。現在のイマームはアーガー・ハーン4世であり、アーガー・ハーン建築賞を主催している。分派としてインドにホージャー派がある。
アフガニスタンのバダフシャーン州やタジキスタンのゴルノ・バダフシャン自治州などにはパミール人がおり、アーガー・ハーンに従っている。一方、アフガニスタンのバグラーン州は地元の宗教指導者のサイイド・マンスール・ナーディリーに従っている。
ムスタアリー派ファーティマ朝の内紛において勝利したムスタアリーの一派。その後、ハーフィズ派が分裂。インド亜大陸に定着したムスタアリー派はボーホラー派と呼ばれる。
ハーフィズ派ムスタアリーと対立して分裂した一派。

### 分派の歴史
イスマーイール派の歴史においては、主に、誰がイマームになるかという問題に関する意見の相違を原因として、派内分派の形成が繰り返された。イスマーイール派においてイマーム位継承は、父子間の指名を通じてなされるというのが基本の考えである:100-106。
カルマト派は899年にサラミーヤの教宣組織本部の教宣員長アブドゥッラーがイマーム位を宣言したことに反対したイラク南部や東アラビアの信徒たちが、同地方の有力教宣員の名前をとって呼ばれたものである:240。東アラビアにアッバース朝の支配を脱した根拠地を築き、11世紀後半まで独立を維持した:240。カルマト派やアッバース朝の圧迫を受けたアブドゥッラーとサラミーヤの教宣組織はチュニジアのクターマ部族の下へ逃亡し、909年にファーティマ朝を建国した:241-242。
ファーティマ朝の前半期はイスマーイール派の黄金時代とも言える時代であった:241。エジプトやシリアにまで支配圏を拡大したイマーム・ムイッズの治世下ではムイッズを神格化するセクトも出現した:191-198。第6代カリフのハーキムを神格化するセクトから派生した分派のひとつがドゥルーズ派である:231-244。ドゥルーズ派は中央アジアから来た教宣員の下で教義を発展させたが、律法の廃棄などの主張により弾圧を受けた。現代でもレバノンやシリアの山岳部に信徒のコミュニティが残存している:231-244。
ファーティマ朝の後半期は、スンナ派軍人政権の勢力拡大と十字軍の襲来という不安定な国際情勢、年少の者がカリフ位に就任するという状況の中で、軍部の勢力がイマーム＝カリフの権威をしのぐようになった。1074年にシリア方面の将軍だったバドルル・ジャマーリーがカリフの要請で、軍事司令官、教宣員長、宰相を兼ねることになった。1094年に第8代カリフのムスタンスィルが死亡したとき、年長の息子ニザールが後継者の有力候補と目されていたが、年少の息子ムスタアリーがカリフ位に就任した:244-245。ムスタアリーはバドルル・ジャマーリーの娘婿で宰相アフダルの義弟である:244-245。ニザールは反乱を起こし敗死、その後ニザールを支持した者たちがニザール派を形成した。ムスタアリーのイマーム性を認める者たちがムスタアリー派と呼ばれる:244-245。
シリア、イランのイスマーイール派コミュニティは主にニザールを支持し、エジプト、イエメン、スィンドのイスマーイール派コミュニティは主にムスタアリーを支持した:244-245。なお、エジプトから遠く離れた中央アジアにはこの教派分裂に巻き込まれなかったコミュニティもある:244-245。ムスタアリー派は1130年に再度教派分裂の危機に直面した:245-246。第9代カリフのアーミルがニザール派により暗殺され、次のイマームの指名が不明確な状況になった:245-246。この状況の中でアーミル暗殺の数か月前に誕生した息子タイイブのイマーム性を認めるグループがタイイブ派である:245-246。第10代ファーティマ朝カリフとしては、アーミルの従兄弟でムスタンスィルの孫にあたるハーフィズが即位したが、このハーフィズのイマーム性を認めるグループがハーフィズ派である:245-246。